# 高绍义
高绍义（546年后—?），北齐文宣帝高洋第三子。母亲是世妇冯氏。

## 生平
天保十年八月戊戌（559年9月30日），封为广阳王，同年十二月（560年1月28日），改封范阳王。两个叔叔在位时，高绍义历位侍中、清都尹。少年时像其父高洋一样嗜酒任性，561年时曾酒后闹事将博士任方荣殴打致死，被其叔武成帝高湛抓来打了二百棍，送去交给其嫡母李祖娥，李祖娥下令再打二百棍。后主高纬时，高绍义任尚書令、定州刺史。
578年，北齐灭亡，高绍义逃往突厥，因突厥他钵可汗认为高洋是英雄天子，高绍义受到爱重，北齐被灭后逃到北边者，都归高绍义管辖。578年，高保宁在营州奉高绍义为北齐皇帝，用武平年号，作武平九年。
580年，北周派贺若谊劝他钵可汗交出高绍义，他钵可汗同意了，高绍义在和他钵可汗打猎的时候，被贺若谊所擒，带回中原，流放蜀地。高绍义之妃封氏，自突厥逃归。高绍义在蜀，给封妃写信：“夷狄无信，送吾于此。”多年之后，高绍义死在蜀地。

## 兒子
高辨才，出繼兄長高紹德

## 延伸阅读
[在维基数据编辑]
 《北史·卷052》，出自李延壽《北史》